# Callulina stanleyi
Callulina stanleyi е вид жаба от семейство Brevicipitidae. Видът е критично застрашен от изчезване.

## Разпространение и местообитание
Разпространен е в Танзания.
Обитава гористи местности, планини, възвишения и храсталаци.